# Reichstag (Autriche)
Pour les articles homonymes, voir Reichstag.

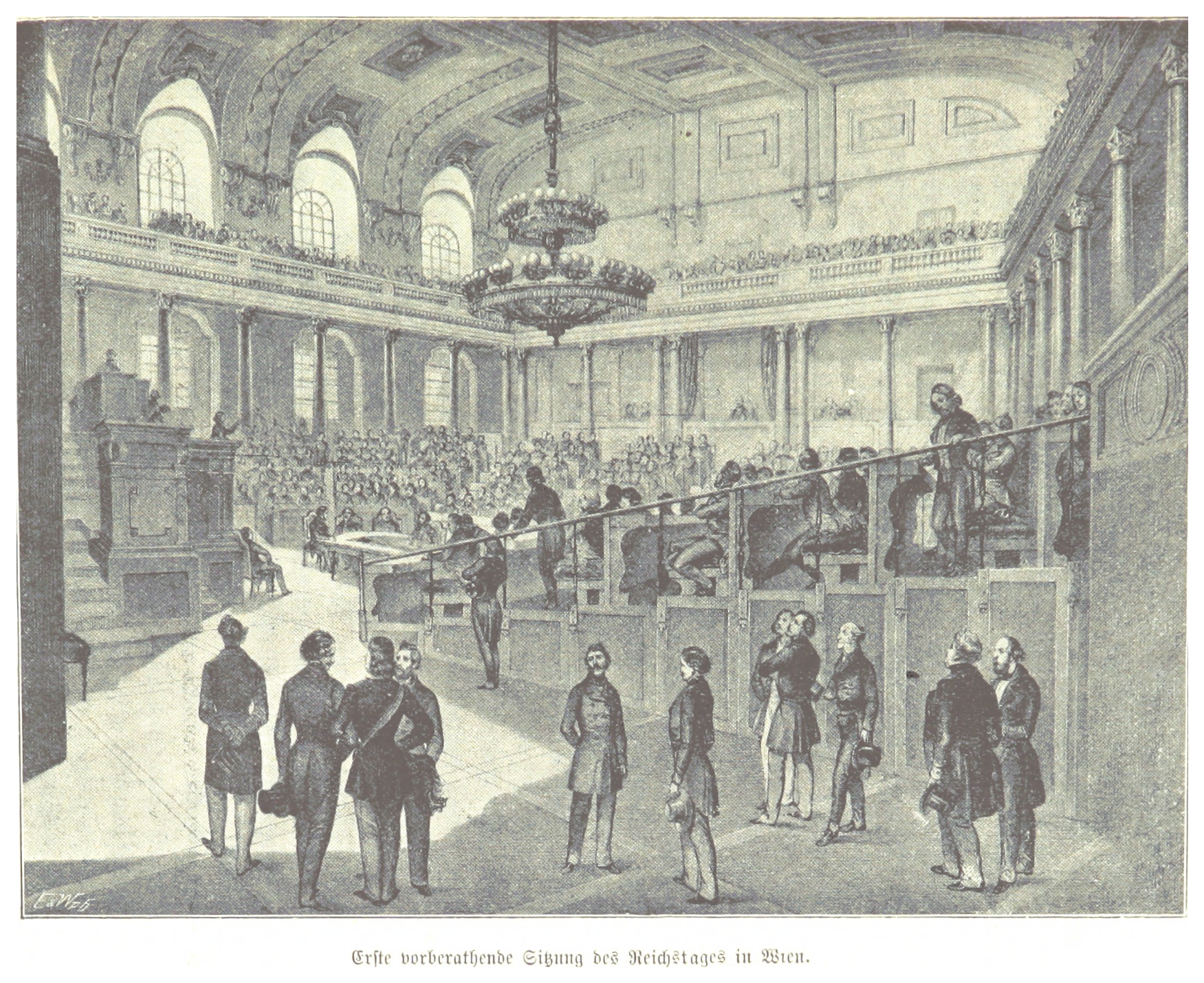
La première séance du Reichstag à Vienne en 1848.

Le Reichstag [ʁajʃstaɡ] (de l'allemand [ˈʁaɪ̯çsˌtaːk]  litt. « Diète d'Empire ») est la première assemblée élue en Autriche mise en place à la suite de la révolution de 1848. Il est inauguré le 22 juillet 1848 par l'archiduc Jean-Baptiste d'Autriche, qui représente l'empereur, en fuite. Les premières sessions ont eu lieu dans le manège d'hiver (Winterreitschule) de l'École espagnole d'équitation au palais impérial du Hofburg à Vienne. 

## Constitution

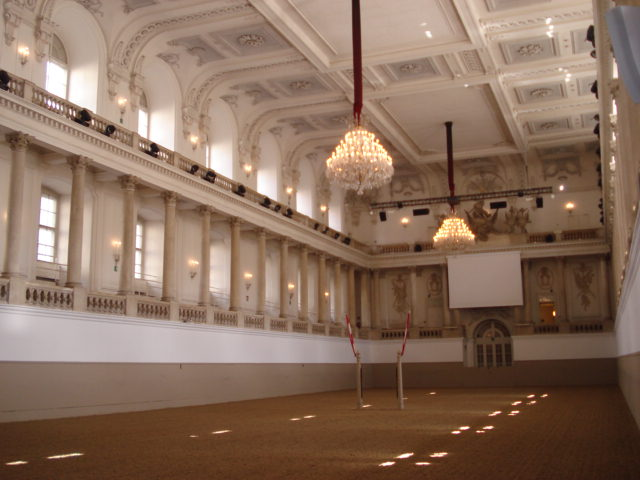
Le manège d'hiver de nos jours.

L'assemblée est constituée de 383 députés de langue germanique et slave issus des terres de la Couronne de l'empire d'Autriche. Les pays du royaume de Hongrie n'y sont pas représentés, ayant leur propre assemblée à Pest. Les nationalités représentées sont donc les Tchèques des pays de la Couronne de Bohême, les Polonais, les Ruthènes et les Roumains de la Galicie, les Italiens du Tyrol et du Littoral autrichien, les Croates de la Dalmatie, et les Allemands des territoires héréditaires des Habsbourg, qui sont en minorités. Cette grande diversité linguistique rend la communication difficile. 92 députés sont agriculteurs ou petits propriétaires terriens. En comparaison, ils ne sont que trois au parlement de Francfort,.
Parmi les députés figuraient les ministres Alexander Bach, Anton von Doblhoff-Dier, Franz von Pillersdorf et Johann von Wessenberg, ainsi que les écrivains Karel Havlíček Borovský, František Ladislav Rieger et Josef Kajetán Tyl, l'historien František Palacký, l'aristocrate Alfred Józef Potocki et le rabbin Isaak Mannheimer.

## Travail
Son principal fait d'armes est d'avoir aboli la seigneurie le 31 août 1848. L'empereur ratifiant la loi le 7 septembre,. Le servage avait déjà été abrogé dans le cadre du Joséphisme en 1792, confirmé par le Code civil autrichien (ABGB) de 1812. 

## Fin
Dès le 22 octobre 1848, il doit déménager de Vienne à Kroměříž (Kremsier) en Moravie pour fuir la révolution d'octobre qui éclate dans la capitale autrichienne. Il est finalement dissous le 7 mars 1849,.

## Conséquences

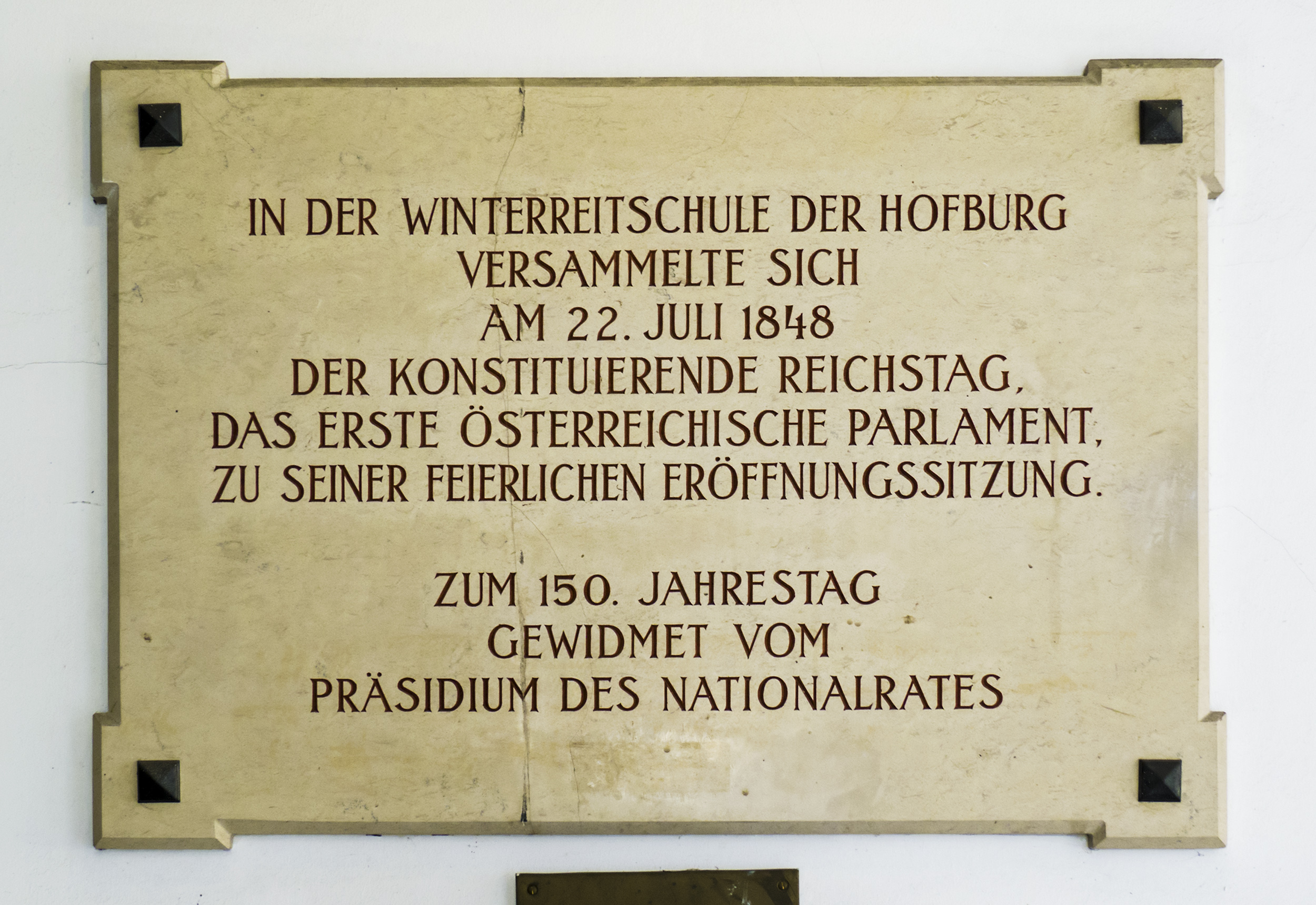
Plaque commémorative dans la Reitschulgasse.

Un projet de rétablissement d'une assemblée naît avec la mise en place du diplôme d'octobre en 1860. Toutefois, il n'aurait pas été élu directement : ce sont les assemblées régionales qui en auraient désigné les membres.
La Patente de février 1861 prévoit également une assemblée élue. Elle est portée par le ministre-président Anton von Schmerling. Finalement, la Hongrie, l'Italie, puis, par la suite, les tchèques empêchent sa mise en place. Un parlement croupion prend tout de même place dans un bâtiment provisoire en bois devant le Schottentor. Le peuple l'appelle en dérision le « théâtre de Schmerling ». Son nom est changé en Reichsrat. L'empereur François-Joseph ne voulait, au départ, que lui donner un rôle consultatif. Cette nouvelle assemblée obtient toutefois un rôle institutionnel lors de l'entrée en vigueur de la constitution associée au compromis austro-hongrois de 1867.